# Das Passagen-Werk

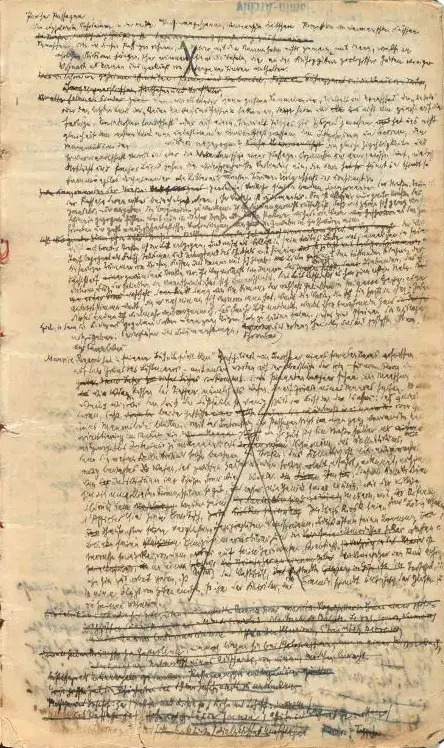
Das Passagen-Werk, Manuskript

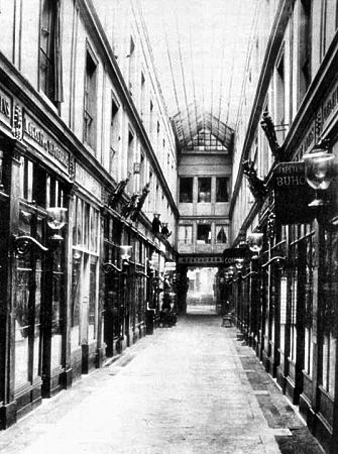
Passage de l'Opéra, nach 1907

Das Passagen-Werk ist ein unvollendetes, philosophisch-literarisches Projekt, an dem Walter Benjamin ab 1927 bis zu seinem Tod 1940 gearbeitet hat. Er entwarf darin eine Geschichtsphilosophie des 19. Jahrhunderts, explizit aus der Sicht des 20. Jahrhunderts, in der Systematik eines historischen Materialismus, verknüpft mit theologischen Momenten. Damit führte er verschiedene Fäden aus seinen früheren Werken zusammen. Die umfangreiche Sammlung in Benjamins Nachlass besteht aus zwei Exposés („Paris, die Hauptstadt des XIX. Jahrhunderts“) und mehreren tausend, thematisch geordneten Notizen, Zitaten und Exzerpten. Sie wurde erstmals 1982 unter eben dem Titel Passagen-Werk als Band V der Gesammelten Schriften mit weit über 1000 Seiten veröffentlicht und gilt als eines der bedeutendsten Fragmente der deutschen Literatur.
Der Titel Passagen geht zurück auf die überdachten Ladenpassagen, die ab dem frühen neunzehnten Jahrhundert zunächst in Paris entstanden. Benjamin sammelte als Flaneur – und diesen Begriff füllend – Hintergründe über ebendiese Pariser Passagen, Straßen und Warenhäuser, auch Panoramen und Weltausstellungen, schrieb seine Gedanken über Mode, Prostitution und Reklame auf und wollte eine dialektische Feerie entwerfen, in der die Entwicklung des Kapitalismus anhand der Lebenswelten der Metropole illustriert wird. Die frühen Entwürfe knüpfen an das surrealistische Werk Le paysan de Paris (1926) von Louis Aragon mit seiner Beschreibung der 1925 abgerissenen Pariser Opernpassage an. Ursprünglich plante Benjamin einen Essay von fünfzig Druckseiten, doch es wurde zu einer ausgeuferten Stoffsammlung, die er in den folgenden Jahren in sechsunddreißig Konvolute zusammenfasste, thematisch locker geordnet, und mit Schlagworten versah.

„Die Arbeit über die Passagen setzt ein immer rätselhafteres, eindringlicheres Gesicht auf und heult nach Art einer kleinen Bestie in meine Nächte, wenn ich sie tagsüber nicht an den entlegensten Quellen getränkt habe. Weiß Gott was sie anrichtet, wenn ich sie eines Tages frei lasse.“

Sammlung und Manuskript hatte Benjamin 1940, als er vor der in Frankreich einmarschierenden deutschen Wehrmacht floh, seinem Freund Georges Bataille anvertraut, der als Bibliothekar in der Bibliothèque nationale de France arbeitete und der es dort versteckte. Nach dem Krieg leitete dieser einen Teil an Theodor W. Adorno weiter, doch führten die Nachkriegswirren zu einigen Schwierigkeiten in der Übergabe und somit zu einiger Verzögerung, so dass Adorno den Nachlass Anfang 1947 in Empfang nahm. Weitere Teile wurden im Jahr 1981 in der Bibliothèque Nationale ausfindig gemacht und gelangten schließlich nach einigen juristischen Auseinandersetzungen um die Eigentumsrechte zu den Beständen des Nachlasses.
Das Passagen-Werk wurde in vielfältiger Weise rezipiert und weit mehr als andere Arbeiten Benjamins spekulativ interpretiert. So hat zum Beispiel Adorno gemutmaßt, dass Benjamin die Zitate als solche veröffentlichen wollte und durch die Anordnung die theoretischen Überlegungen von selbst hervortreten würden.